# Manuel Blum
Manuel Blum (Caracas, 26 d'abril de 1938) és un informàtic veneçolà que va rebre el Premi Turing de 1995 "en reconeixement de les seves contribucions als fonaments de la teoria de la complexitat computacional i la seva aplicació a la criptografia i a la comprovació de programes".

## Educació
Blum es va educar al MIT, on es va llicenciar i va obtenir el màster en enginyeria electrònica i informàtica (EECS) els anys 1959 i 1961, respectivament. També s'hi va doctorar en matemàtiques el 1964, supervisat per Marvin Minsky.

## Carrera acadèmica
Va treballar de professor d'informàtica a la Universitat de Califòrnia a Berkeley fins al 1999. El 2002 fou escollit per l'Acadèmia Nacional de Ciències dels Estats Units.
Actualment ocupa la càtedra d'informàtica Bruce Nelson a la Universitat Carnegie Mellon, on també ensenyen la seva dona, Lenore Blum, i el seu fill, Avrim Blum.

## Recerca
Durant els anys 60, va desenvolupar una teoria de la complexitat axiomàtica que era independent de models concrets de màquina. La teoria està basada en el nombre de Gödel i els axiomes de Blum. Encara que la teoria no està basada en cap model de màquina, sí que dona resultats concrets com el teorema de compressió, el teorema de l'interval, el teorema de l'honestedat, i el teorema de l'augment de velocitat de Blum.
Altres obres seves inclouen un protocol per jugar-se una cosa a cara o creu per telèfon, l'algorisme de la mediana de les medianes (un algorisme de selecció de temps lineal), el generador de nombres pseudoaleatoris Blum Blum Shub, el criptosistema de Blum-Goldwasser, i, el més recent, els CAPTCHAs.
Blum també és conegut per haver estat el director de tesi de molts investigadors destacats. Entre ells hi ha Leonard Adleman (la A de RSA), Shafi Goldwasser, Russell Impagliazzo, Silvio Micali, Gary Miller, Moni Naor, Steven Rudich, Michael Sipser, Ronitt Rubinfeld, Umesh Vazirani, Vijay Vazirani, Luis von Ahn, i Ryan Williams.